# جون بيتر فالك
جون بيتر فالك (بالسويدية: Johan Peter Falck)‏ هو عالم نبات وبروفيسور سويدي، ولد في 26 نوفمبر 1732 في  في السويد، وتوفي في 1 نوفمبر 1774 في قازان في روسيا.